# A Brief History of Time
A Brief History of Time (bra: Uma Breve História do Tempo) é um filme documentário britânico-nipo-norte-americano de 1991 sobre o físico Stephen Hawking, dirigido por Errol Morris. O título deriva do best-seller de Hawking de mesmo nome, mas enquanto o livro é uma explicação da cosmologia, o filme é uma biografia da vida de Hawking, com entrevistas com membros da família, colegas e sua babá de infância. A trilha sonora do filme foi feita por um antigo colaborador de Morris, Philip Glass.